# Immacolata Amodeo
Immacolata Amodeo (Carfizzi, 6 ottobre 1961) è una storica della letteratura, critica letteraria e italianista italiana naturalizzata tedesca, professoressa di Letteratura italiana alla Jacobs University di Brema, in Germania.

## Biografia
Nata a Carfizzi (KR) il 6 ottobre 1961, ha frequentato l'Università degli Studi di Perugia e successivamente la Goethe-Universität di Francoforte sul Meno e l'Università di Siegen, dove ha conseguito un dottorato di ricerca in Letteratura dell'emigrazione in Germania.
Nel 1996 si è avvicinata all'attività di critica letteraria affrontando spesso temi aventi come oggetto l'interculturalità nella letteratura e le dimensioni estetiche dei testi che trattano tale argomento e che più si avvicinano ai concetti ispirati all'esotismo, allo scopo di poter suscitare l'interesse da parte della collettività su una tematica così ampia. Tali concetti si basano sulla metafora del rizoma adottata anche dai filosofi Félix Guattari e Gilles Deleuze.
Nel 2001 ha conseguito l'abilitazione all'insegnamento presso l'Università di Bayreuth, dove fino al 2004 ha svolto l'attività di docente in Letteratura generale e comparata.
È autrice di molte recensioni sulle opere letterarie di Ingeborg Bachmann, Primo Levi, Nelly Sachs, Antonio Gramsci, Erich Fried e altri scrittori e letterati.
Dal 2012 al 2018  è stata segretario generale del Centro Italo-Tedesco per l'eccellenza Europea situato all'interno di Villa Vigoni, a Loveno di Menaggio (CO).

## Opere
- "Die Heimat heißt Babylon". Zur Literatur ausländischer Autoren in der Bundesrepublik Deutschland (1996)
- Frau Macht Wissenschaft. Wissenschaftlerinnen gestern und heute (2003)
- Italien in Afrika – Afrika in Italien. Italo-afrikanische Beziehungen (2004)
- Il gusto melodrammatico. Eine medienkomparatistische Studie zum Opernhaften (2007)